# Essence Magazine
Essence Magazine är en amerikansk tidning som ges ut varje månad. Tidningen grundades år 1968 av Edward Lewis, Clarence O. Smith, Cecil Hollingsworth, Jonathan Blount och Denise M. Clark. Essence Communications Inc. (ECI) började publiceringen i maj 1970.
Tidningens målgrupp är afroamerikanska kvinnor i åldrarna 19 - 49. Tidningen tar främst upp ämnen som mode, skönhet och musik (R&B, gospel, soul).
Essence håller årligen en prisceremoni för att hedra afroamerikanska kvinnor som når framgång i Hollywood.